# Zombia antillarum
Zombia antillarum je druh palmy a jediný druh rodu zombie. Je to nevelká, trsnatě rostoucí palma s dlanitými listy a velmi nápadnými, síťovitými a dlouze ostnitými listovými pochvami. Vyskytuje se výhradně na ostrově Hispaniola v Karibiku. Pro svůj bizarní vzhled je v tropech občas pěstována jako okrasná rostlina.

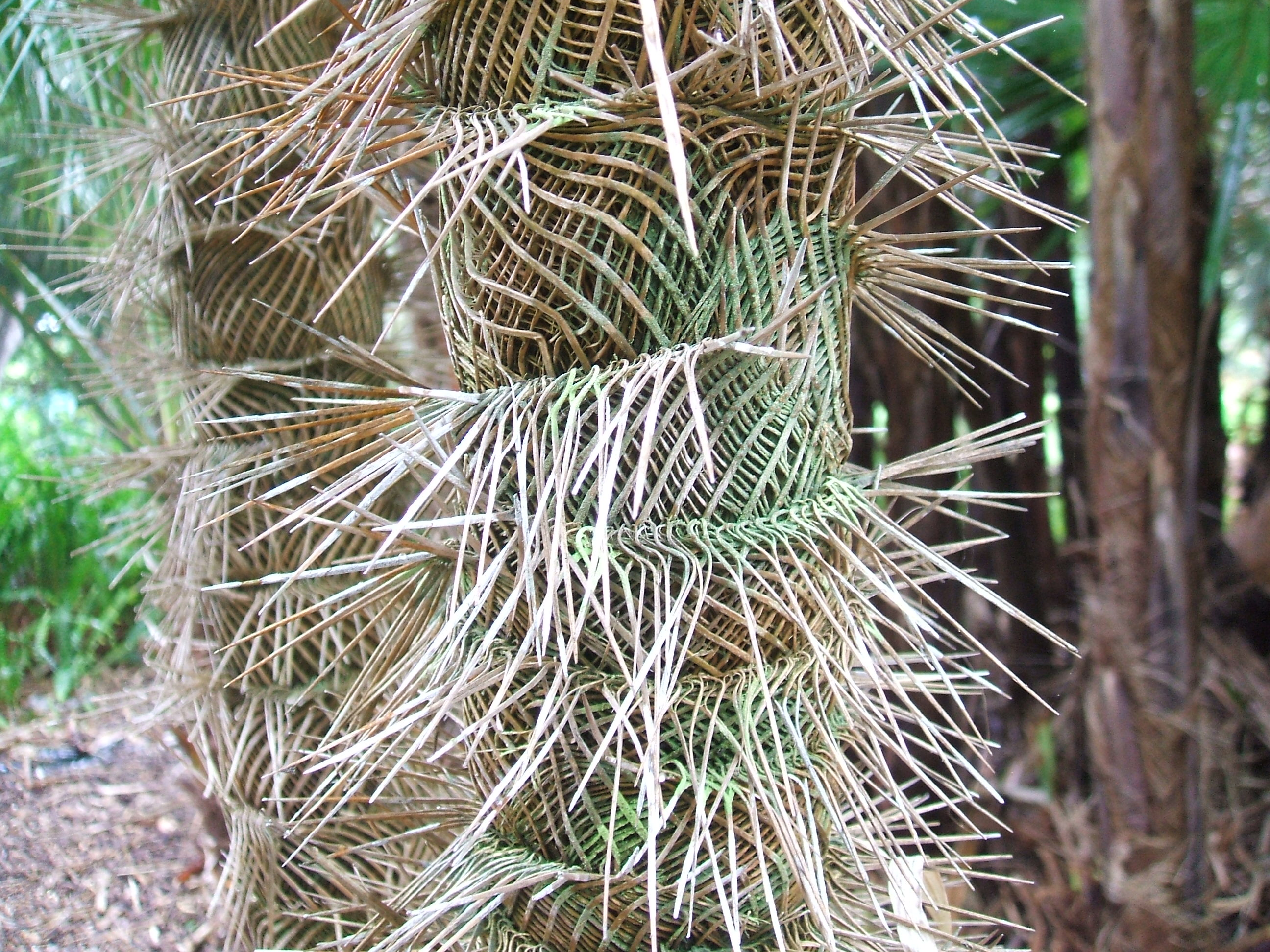
Detail kmenů se síťovitými listovými pochvami

## Popis
Zombia antillarum je menší, jednodomá, trsnatá, ostnitá palma dorůstající výšky asi 4,5 metru. Kmeny jsou vícečetné, vzpřímené, poměrně tenké, pokryté nápadnými a neobyčejně vyhlížejícími listovými pochvami. Pochvy jsou síťovité, vláknité, s horní částí tvořenou ven otočenými, ostře ukončenými ostny. Na bázi kmene jsou vzpřímené, ostnovité, kořenové pneumatofory. Listy jsou dlanité, induplikátní, s dlouhým, úzkým, beztrnným řapíkem. Čepele listů jsou asi do poloviny až dvou třetin nepravidelně rozčleněné na jednoduše přeložené úkrojky. Listy jsou na líci tmavě zelené, na rubu bělavé. Hastula je trojlaločná.
Oboupohlavná květenství vyrůstají mezi bázemi listů, jsou větvená do 2. řádu a kratší než listy. Květy jsou smetanově bílé, s miskovitým okvětím. Tyčinek je 9 až 12 a mají krátké nitky. Semeník je hruškovitý, tvořený jediným plodolistem s jedním vajíčkem. Na vrcholu vybíhá v dvoustranně zploštělou, velkou, pohárkovitou bliznu. Plodem je bílá, podlouhle kulovitá peckovice s dužnatým mezokarpem a tvrdou peckou. Na povrchu nese vytrvalé zbytky okvětí a tyčinek a obsahuje jediné, hluboce dvoulaločné semeno.

## Rozšíření
Druh se vyskytuje výhradně na ostrově Hispaniola, a to jak na Haiti tak i v Dominikánské republice. Roste zde v suchých řídkých křovinatých porostech na horských svazích.

## Taxonomie
Rod Zombia je v rámci taxonomie palem řazen do podčeledi Coryphoideae a tribu Cryosophileae. Příbuzenské vazby k ostatním rodům tohoto tribu nejsou dosud vyřešeny. Druh je schopen křížení s rodem Coccothrinax.

## Význam
Druh je kvůli svému bizarně vyhlížejícímu kmeni v tropech poměrně vzácně pěstován jako okrasná rostlina. Vyžaduje plné slunce a propustnou půdu, jinak nemá zvláštní nároky. Plody se občas krmí prasata.